# Superally-Reglement
Das Superally-Reglement (offiziell SupeRally regulation) ist eine Regel, die von der FIA für Rallyeserien eingeführt wurde, in deren Rahmen ausgefallene Fahrzeuge am nächsten Veranstaltungstag wieder start- und punkteberechtigt sind.

## Anwendung
Wenn ein Fahrzeug infolge einer technischen Störung oder eines Unfalls das Ziel der Wertungsprüfung nicht erreicht, erhält es eine 5-Minuten-Strafe, die zur gefahrenen Wertungsprüfungsbestzeit seiner Klasse addiert wird.
Für jede weitere versäumte Wertungsprüfung werden bis zum Tagesende ebenfalls je fünf Minuten Strafzeit hinzugezählt. Sollte nur die letzte Prüfung des Tages verpasst werden, wird ein Zeitstrafe von zehn Minuten verhängt.
Bei den kürzeren Zuschauerwertungsprüfungen gibt es zweieinhalb Minuten Strafzeit pro versäumtem Durchgang.
Wenn das Fahrzeug, innerhalb eines vom Reglement vorgeschriebenen dreistündigen Zeitfensters, für den nächsten Tag einsatzbereit und betriebssicher gemacht wurde, ist es wieder startberechtigt. Gewertet werden dann die bis zum Ausfall gefahrenen Zeiten und die Strafzeiten der versäumten Wertungsprüfungen.

## Vor- und Nachteile
Die Vorteile dieses Reglements sollen sein:
- Das Starterfeld wird bei einer mehrtägigen Veranstaltung nicht zu sehr reduziert.
- Vor allem junge Teams, die ausgeschieden sind, können beim Neustart Erfahrungen für das nächste Jahr sammeln.
- Es wird verhindert, dass das Publikumsinteresse bei frühzeitigem Ausfall eines Lokalmatadors abnimmt.
- Die ohnehin gesperrte Strecke kann vor Publikum zu Testzwecken und zum Sammeln von Fahrerfahrung genutzt werden.
- Es kommt teilweise zu spannenden Aufholjagden um Wertungspunkte.

Als Nachteile werden genannt:
- Dem unerfahrenen Zuschauer ist es schwer verständlich, ein Fahrzeug ausscheiden und trotzdem im Ziel oder gar als eines der Erstplatzierten zu sehen.
- Verzerrung der Leistungen, da ein Ausfall ein Ausfall ist und eben so gewertet werden sollte.
- Der Name dieses Reglements.[1]

## Entwicklung
Das im Jahr 2004 eingeführte Reglement war von Anfang an umstritten.
In der WM-Saison 2011 wird darüber diskutiert, ob es nicht geändert oder abgeschafft werden soll. Es wird über Tageswertungen nachgedacht. Seit der Saison 2011 ist es in der Intercontinental Rally Challenge dem Rallye-Veranstalter freigestellt, ob er das Superally-Reglement anwendet.